# Damernas 500 meter i hastighetsåkning på skridskor vid olympiska vinterspelen 1980
Damernas 500 meter i hastighetsåkning på skridskor avgjordes den 15 februari 1980 på James B. Sheffield Olympic Skating Rink. Loppet vanns av Karin Enke från Östtyskland.
31 skridskoåkare från 15 nationer deltog på distancen.

## Rekord
Gällande världsrekord och olympiska rekord före Vinter-OS 1980:
| Världsrekord     | Sheila Young (USA) | 40,68 | Inzell, Västtyskland | 13 mars 1976    |
| Olympiskt rekord | Sheila Young (USA) | 42,76 | Innsbruck, Österrike | 6 februari 1976 |

Följande nya världsrekord och olympiska rekord blev satta under tävlingen.
| Datum       | Idrottare           | Nation      | Tid   | OR | VR |
| ----------- | ------------------- | ----------- | ----- | -- | -- |
| 15 februari | Ann-Sofie Järnström | Sverige     | 42,47 | OR |    |
| 15 februari | Karin Enke          | Östtyskland | 41,78 | OR |    |

## Medaljörer
| Gren      | Guld                   | Guld       | Silver           | Silver | Brons                            | Brons |
| 500 meter | Karin Enke Östtyskland | 41,78 (OR) | Leah Mueller USA | 42,26  | Natalja Petrusjova Sovjetunionen | 42,42 |

## Resultat
| Placering | Idrottare                 | Nation         | Tid   | Noteringar |
| --------- | ------------------------- | -------------- | ----- | ---------- |
| 1         | Karin Enke                | Östtyskland    | 41,78 | (OR)       |
| 2         | Leah Mueller              | USA            | 42,26 |            |
| 3         | Natalja Petrusjova        | Sovjetunionen  | 42,42 |            |
| 4         | Ann-Sofie Järnström       | Sverige        | 42,47 |            |
| 5         | Makiko Nagaya             | Japan          | 42,70 |            |
| 6         | Cornelia Jacob            | Östtyskland    | 42,98 |            |
| 7         | Beth Heiden               | USA            | 43,18 |            |
| 8         | Tatiana Tarasova          | Sovjetunionen  | 43,26 |            |
| 9         | Sylvia Burka              | Kanada         | 43,43 |            |
| 10        | Irina Kovrova             | Sovjetunionen  | 43,50 |            |
| 11        | Erwina Ryś-Ferens         | Polen          | 43,52 |            |
| 12        | Christa Rothenburger      | Östtyskland    | 43,60 |            |
| 13        | Sylvia Brunner            | Schweiz        | 43,72 |            |
| 14        | Lee Nam-Sun               | Sydkorea       | 43,85 |            |
| 15        | Haitske Valentijn-Pijlman | Nederländerna  | 44,02 |            |
| 16        | Sylvia Filipsson          | Sverige        | 44,05 |            |
| 17        | Sigrid Smuda              | Västtyskland   | 44,11 |            |
| 18        | Kathy Vogt                | Kanada         | 44,15 |            |
| 19        | Sylvie Daigle             | Kanada         | 44,16 |            |
| 20        | Anneli Repola             | Finland        | 44,33 |            |
| 21        | Cao Guifeng               | Kina           | 44,43 |            |
| 22        | Annie Borckink            | Nederländerna  | 44,47 |            |
| 23        | Sarah Docter              | USA            | 44,48 |            |
| 24        | Annette Carlén-Karlsson   | Sverige        | 44,52 |            |
| 25        | Monika Pflug              | Västtyskland   | 44,59 |            |
| 26        | Stitje van der Lende      | Nederländerna  | 44,74 |            |
| 27        | Shen Guoqin               | Kina           | 45,03 |            |
| 28        | Birgitte Flierl           | Västtyskland   | 45,28 |            |
| 29        | Wang Limei                | Kina           | 45,57 |            |
| 30        | Kim Ferran                | Storbritannien | 47,25 |            |
| -         | Marzia Peretti            | Italien        | –     | Fall       |